# Кудрявцева, Людмила Алексеевна
Людмила Алексеевна Кудрявцева (род. 24 февраля 1947, Горловка, Сталинская область) — украинский филолог-русист, доктор филологических наук, профессор. Автор научных публикаций о состоянии русскоязычного образования на Украине.
Окончила Донецкий государственный университет. В КНУ им. Т. Шевченко работает с 1983 г. (ст. преподаватель, доцент, профессор кафедры русского языка Института Филологии). Доктор филологических наук. Почётный профессор Хмельницкого технологического университета «Подолье».
Президент Украинской ассоциации преподавателей русского языка и литературы (УАПРЯЛ). Член Президиума Международной ассоциации преподавателей русского языка и литературы. Главный редактор международного научного периодического издания «Русистика», шеф-редактор «Информационного бюллетеня УАПРЯЛ» и подписного научно-методического журнала «Русский язык, литература, культура в школе и вузе».

## Ответственный редактор сборников научных работ и учебных пособий
- Владимир Иванович Даль и современные филологические исследования. — К., 2002;
- Актуальные проблемы вербальной коммуникации. — К., 2004;
- Русский язык и литература: проблемы изучения и преподавания. І, ІІ. — К., 2003—2005;
- Татьянченко Н. Ф., Кудина В. В., Иноземцева Л. Д. Имя существительное в речевых образцах (для изучающих русский язык). — К., 2004

и других
Руководитель научной подтемы «Исследование процессов формирования и развития языка массовой коммуникации в современном информационном обществе».

## Награды
- Орден Дружбы (19 января 2004 года, Россия) — за большой вклад в укрепление дружбы и сотрудничества между народами Российской Федерации и Украины[1].
- Медаль А. С. Пушкина (2012, Международная ассоциация преподавателей русского языка и литературы)[2].
- Почётная грамота Международного Совета российских соотечественников (2006)[3].
- Отмечена Благодарностью ректора МГУ имени М. В. Ломоносова «За большой вклад в исследование, преподавание и распространение русского языка».
- Награждена Почётным дипломом Международного совета Российских соотечественников «За вклад в мировую науку».
- Диплом Международной литературной премии имени Юрия Долгорукого «За большой вклад в сохранение и развитие русского языка в Украине».

## Научная новизна исследовательской работы
Л. А. Кудрявцева первой на Украине начала разрабатывать проблемы динамического моделирования и одной из первых в СНГ обратилась к вопросу изучения особенностей языка СМИ и языка города